# Halfway Houses
Halfway Houses är en ort i grevskapet Kent i sydöstra England. Orten ligger i distriktet Swale på Isle of Sheppey, halvvägs mellan Minster och Sheerness. Tätorten (built-up area) hade 4 388 invånare vid folkräkningen år 2021.